# Dragonlord
Dragonlord – amerykańska grupa muzyczna grająca black metal. Zespół powstał w roku 2001, jako poboczny projekt Erica Petersona z Testament, Steve'a DiGiorgio z Sadus i Steve'a Smytha z Nevermore. Jest to rezultat interesowania się przez Petersona mroczniejszymi brzmieniami, na które w Testament mu nie pozwalano, więc postanowił założyć Dragonlord. Jako, iż Testament, Sadus i Nevermore to zespoły grające thrash metal, nie dziwi fakt, że w twórczości Dragonlord prócz black metalu, można się doszukać wspływów thrashu. Według wielu są oni również świetnymi twórcami symfonicznego black metalu. Tematyka utworów obraca się wokół wściekłości smoków, śmierci, wojny, straconej miłości, satanizmu czy antyreligijności.
DiGiorgio później odszedł z zespołu, a jego miejsce zajął dawny basista grupy Testament, Derek Ramirez. Lyle Livingston gra na keybordzie, zaś znany również z Sadus Jon Allen jest perkusistą.

## Muzycy

### Obecny skład zespołu
- Eric Peterson – śpiew, gitara elektryczna
- Gian Pyres – gitara elektryczna podczas koncertów
- Lyle Livingston – instrumenty klawiszowe
- Derrick Ramirez – gitara basowa
- Jon Allen – perkusja

### Byli członkowie zespołu
- Steve DiGiorgio – gitara basowa (2000–2001)
- Steve Smyth – gitara elektryczna (2000–2005)

## Dyskografia
- (2001) Rapture
- (2005) Black Wings of Destiny